# Полоса препятствий
Полоса́ препя́тствий (штурмовая полоса) — специальная полоса местности, оборудованная различными препятствиями и инженерными сооружениями.

## История
В военном деле при укреплений полевых позиций, а также как и при усилении долговременных укреплений, чтобы задержать атакующего под близким и метким огнём и тем расстроить его и обеспечить себя от штурма устраиваются искусственные препятствия. Многие воинские начальники перед штурмом укреплений стали строить учебные искусственные препятствия для обучения личного состава в их преодолении, например, А. В. Суворов перед штурмом Измаила. Позже для тренировки личного состава формирований в преодолении искусственных препятствий стали оборудовать специальные учебные места в пунктах постоянной дислокации с их элементами.
Полоса с препятствиями предназначена для тренировки военнослужащих, с целью повышения их боевой и физической подготовок и приобретению навыков преодоления типичных препятствий, встречающихся на поле боя. На тренировках вырабатывают выносливость, ловкость, быстроту реакции. Позволяет интенсифицировать силовую подготовку. В том или ином виде существует практически во всех вооружённых силах государств мира и многих силовых структурах и специальных органах и службах. Полоса препятствий в нынешнем виде впервые была создана силами спортсменов-энтузиастов в 191З году в Реймсе (Фpaнция), но была разрушена в годы Первой мировой войны. Армейская полоса препятствий в нынешнем виде впервые была построена в 1947 году во Фрайбурге (зона оккупации Германии) вo фpaнцузcкoй зоне для тренировки фpaнцузcкиx военнослужащих. Тогда жe на ней coстoялиcь первые командные copeвнoвaния между военнослужащими Франции и Голландии. Кроме обычной полосы препятствий, которую преодолевают индивидуально на время, существуют также «полосы уверенности» с усложнёнными видами препятствий, которые преодолеваются командой без учёта времени.

## Оборудование
Полоса как правило состоит из следующих видов препятствий:
- горизонтальное бревно;
- гладкий палисад;
- изгородь;
- частокол;
- окоп;
- чучело для уколов штыком и подставки для удара прикладом;
- окоп для метания гранат;
- ров;
- проволочное заграждение;
- лабиринт («змейка»);
- «разрушенный мост»;
- стенка с двумя проломами;
- «разрушенная лестница»;
- «подземный лаз (труба-туннель)».

Препятствия могут быть как переносными, так и постоянными (капитальными), что более предпочтительно, так как повышает безопасность прохождения полосы.
Устраивают на полигонах и в местах постоянных дислокаций воинских частей. Могут иметь вид тренировочных площадок 90×40 метров или растянутых трасс до трёх-пяти километров включительно (как правило, не более двух). Группа или группы препятствий на полосе могут быть расположена на одной линии, на всей площади городка в виде восьмёрки, сжатого круга или подковы, параллельных полос с соединительными переходами и так далее, всё зависит от местности, наличия материала для строительства и изобретательности руководителя проекта.
В ВДВ и морской пехоте полосы могут быть сильно усложнены элементами рукопашного боя, альпинистской и парашютной подготовки, стрельбы по мишеням, использованием очагов возгорания, дымов и взрывпакетов, водными преградами. Установкой чучел для отработки штыкового боя, мишеней для метания гранат. Обычные препятствия подвергают модернизации, вертикальный забор устанавливают наклонным или качающимся, канаты не натягивают, а подвешивают провисшими, колючую проволоку натягивают над участком с раскисшей почвой (грязью), подземный лаз устраивают со спусками и подъёмами и делают зигзагообразным.
Стандартная 200-метровая полоса препятствий и учебные площадки в Вооружённых силах России оборудуют согласно наставлению по физической подготовке и руководству по строительству и оборудованию спортивных сооружений в воинских частях, учреждениях и учебных заведениях.
Соревнования на полосе препятствий включают в программу военного троеборья, а также проводят как отдельную дисциплину. На соревнованиях в преодолении препятствий применяют только парный старт.
Полосы препятствий специального назначения создают для тренировки пожарных, кинологов с собаками.
Для детей как правило импровизированные полосы препятствий в игровом варианте используют для организации эстафет и повышения привлекательности физических упражнений.

## Меры безопасности
Лучшим способом борьбы с травмами является их предупреждение.
Большое значение имеет хорошая разминка. Она повышает эластичность сухожилий, связок, мышц. Это предупреждает опасность повреждений опорно-двигательного аппарата занимающегося. Вначале проводят обучение способам и безопасным приёмам преодоления препятствий и тренировка в преодолении участков полосы в различном темпе. Приёмы страховки напарника и самостраховки (падения вперёд, назад, на бок, с высоты) в обязательном порядке должны быть усвоены занимающимися на самом раннем этапе обучения. Не желательно заниматься на влажных (или намокших) препятствиях (если же это сделать затруднительно, то следует обязать занимающихся преодолевать их наиболее безопасным способом и не вводить временные нормативы, наиболее опасны в это время препятствия: «разрушенная лестница», «разрушенный мост», «скалодром», поднятое или наклонное бревно). Зимой полосу препятствий необходимо очищать от снега и льда, при необходимости посыпать песком или золой.
Перед началом соревнований необходимо проверить правильность крепления верёвок, канатов, надёжность устанавливают внешним осмотром и опробованием, изношенные верёвки, канаты, тросы заменяют новыми. Альпинистские верёвки навешивают непосредственно перед соревнованиями, а по окончании снимают. Особое внимание уделяют проверке креплений балок, брёвен, перил, карнизов и других деталей, находящихся на значительной высоте. Все детали, с которыми соприкасаются руки и тело участников соревнований, во избежание травм не должны иметь заусенцев, сколов, окалин, рваных стыков и неровностей. Швы соединений должны быть зачищены, острые кромки — притуплены. Ямы для приземления вскапывают или взрыхляют и разравнивают, не допускают наличия в них посторонних предметов (камней, стекла, древесных, пластиковых обломков, но желательно насыпать немного опилок и смешать с землёй). Натяжные болты и муфты смазывают и подтягивают.
- Общий вид полосы
- Низкая колючая проволока
- Горизонтальный канат
- Скалодром
- Рукоход
- Наклонное бревно
- Поваленный забор
- «Болотная кочка»
- Прямой забор
- Наклонный скалодром
- Вариант препятствия «канат»
- Затопленная полоса препятствий
- Препятствие «изгородь»
- Препятствие «канат»
- Препятствие «туннель»